# Simon Leroy-Myon
Pour les articles homonymes, voir Leroy.
Simon Leroy-Myon est un homme politique français né le 14 octobre 1790 à Reims (Marne) et décédé le 15 août 1839 , dans la même ville.

## Biobraphie
Il est le fils de maître Nicolas Marie Le Roy, avocat en parlement, et de Melle Marie Joséphine Gerardin.
Propriétaire, il est député de la Marne : une première fois, le 28 octobre 1830, en remplacement de M. le vicomte de Brimont par 101 voix sur 124 votants ; une seconde fois le 5 juillet 1831 par 235 voix sur 242 votants devant Jacques Laffite ; la dernière fois le 21 juin 1843, par 215 voix sur 429 votants à 1837, de nouveau face à Jacques Laffite siégeant dans les rangs conservateurs.

## En savoir plus

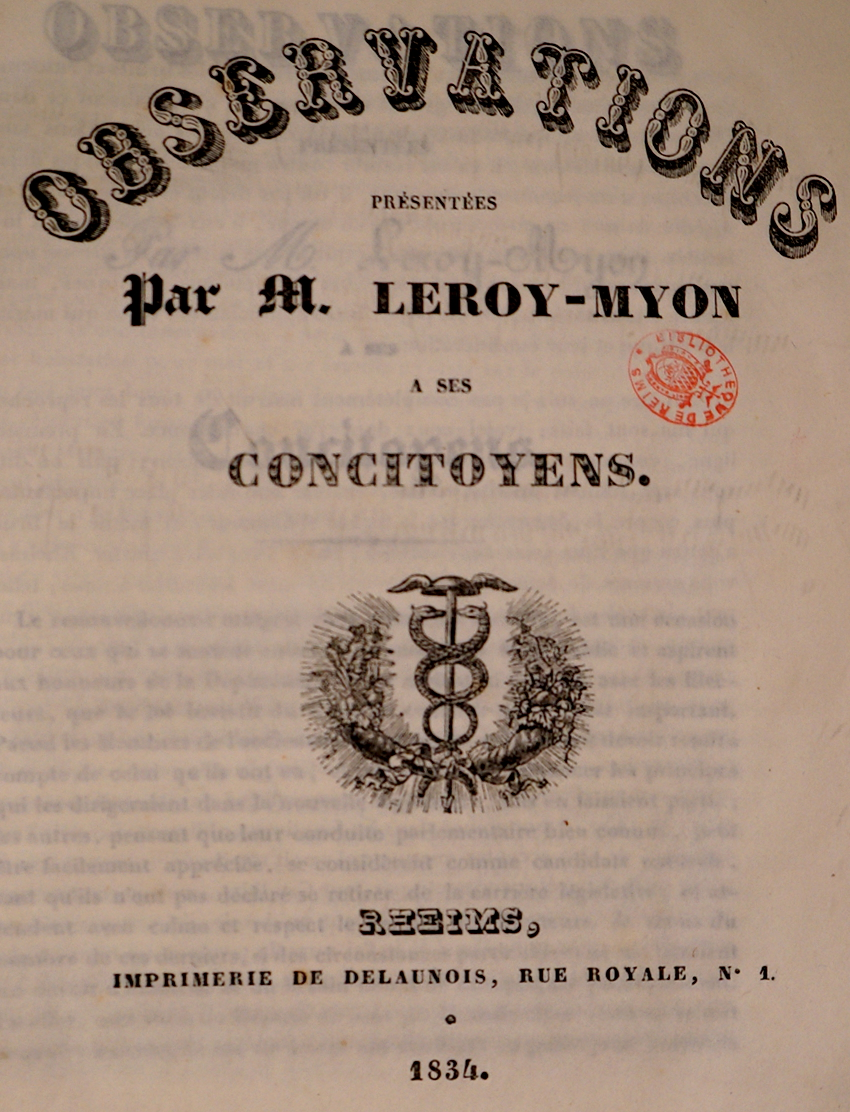
Tract de Leroy-Myon pour son élection, bibliothèque de Reims.